# Colonie du Connecticut
 (décembre 2023).
Si vous disposez d'ouvrages ou d'articles de référence ou si vous connaissez des sites web de qualité traitant du thème abordé ici, merci de compléter l'article en donnant les références utiles à sa vérifiabilité et en les liant à la section « Notes et références ».

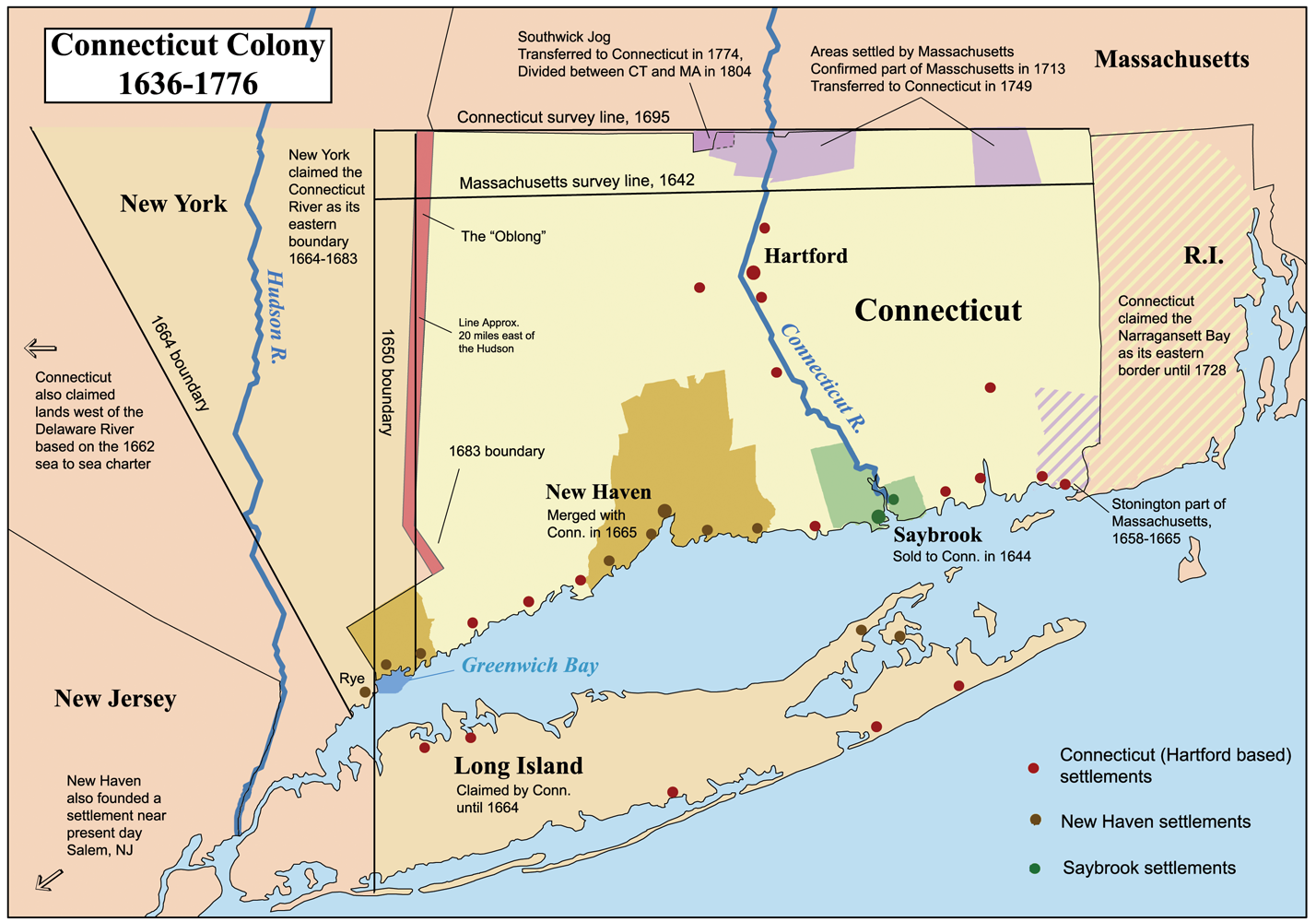
Colonie du Connecticut

La colonie du Connecticut (anglais : Connecticut Colony) est une colonie britannique située dans l'Amérique britannique. Faisant partie des Treize Colonies, elle est devenue l'État américain du Connecticut.
Initialement connue sous le nom de la colonie de la rivière (anglais : River Colony), elle a été fondée le 3 mars 1636 comme un havre pour les nobles puritains. Après des combats avec les Hollandais, les Britanniques ont pris le contrôle de la colonie de façon permanente à la fin des années 1630. La colonie a plus tard été le théâtre d'une sanglante guerre entre les Britanniques et les Amérindiens, connue comme la guerre des Pequots. Elle a joué un rôle important dans l'établissement de l'autonomie gouvernementale dans le Nouveau Monde avec son refus de se remettre sous l'autorité locale du Dominion de Nouvelle-Angleterre.
Deux autres colonies britanniques dans l’État actuel du Connecticut ont été fusionnées dans la colonie du Connecticut : la colonie de Saybrook en 1644 et la colonie de New Haven en 1662.